# بيير وودز
بيير وودز (بالإنجليزية: Pierre Woods)‏ هو لاعب كرة قدم أمريكية أمريكي، ولد في 6 يناير 1982 في كليفلاند في الولايات المتحدة.

## وصلات خارجية
- بيير وودز على موقع مرجع كرة القدم المحترفة.كوم (الإنجليزية)